# Црквена (притока Велике Усоре)
Црквена је притока ријеке Велике Усоре. Извире на територији насељеног мјеста Очауш у општини Теслић. Дуга је 7,4 km. На крају свог тока се улива у Велику Усору. Њене главне притоке су потоци: Црвени, Велики, Цигански, Дубоки и Томашин.

## Одлике
Извире на надморској висини од 1.107 метара, а у Велику Усору се улива на висини од 475 метара, што њен укупан пад чини 632 метара, односно 8,5%. Протиче кроз ненасељене предјеле и има планински карактер.